# Myotis nigricans
Myotis nigricans — вид рукокрилих роду Нічниця (Myotis).

## Поширення, поведінка
Проживання: Аргентина, Колумбія, Коста-Рика, Еквадор, Сальвадор, Гренада, Гватемала, Гондурас, Мексика, Монтсеррат, Нікарагуа, Панама, Парагвай, Перу, Тринідад і Тобаго. Комахоїдний. Населяє низькі, середні та висотні ліси, сади, сільськогосподарські угіддя; вид нічний; літає в більш відкритій місцевості, вздовж стежок, струмків і т.д.; сідала лаштує на деревах, ущелинах скель, будівель. 

## Морфологія

### Морфометрія
Довжина голови й тіла: 40-55, довжина хвоста: 28-39, довжина задньої ступні: 6-11, довжина вуха: 10-14, довжина передпліччя 32-38, вага: 3-8 гр. 

### Опис
Це невеликого розміру кажан. Голова трикутна. Ніс має конічну форму. Вуха трикутні і загострені. Очі малі. Хутро м'яке, шовковисте. Спина темно-коричнева, чорно-коричнева або темно-червонувато-коричнева з основою волосків чорною, а кінчиками коричневими, що надає матового вигляду. Черевна область блідо-коричнева. Мембрана осягає більше, ніж довжина ніг. Хвіст повністю всередині мембрани. 
| Зубна формула   |
| --------------- |
| I 2 C 1 P 3 M 3 |
| I 3 C 1 P 3 M 3 |